# エマニュエル・パユ
エマニュエル・パユ（Emmanuel Pahud, 1970年1月27日 - ）は、フランス語圏スイス出身のフルート奏者。ソリスト兼ベルリン・フィルハーモニー管弦楽団首席フルート奏者。

## 経歴
ジュネーヴ生まれ。5歳でリコーダーを、6歳でフルートを始め、フィピップ・ビネとフランソワ・ビネに学んだ。バーゼルでペーター＝ルーカス・グラーフに、パリ音楽院でフルートをアラン・マリオン、ミシェル・デボストに、室内楽をピエール＝イヴ・アルトー、クリスチャン・ラルデに学び、1990年に首席で卒業した。その後もバーゼルでオーレル・ニコレに師事した。

## 受賞歴
- ドゥイノ国際コンクール第1位（1988年）
- 第2回神戸国際フルートコンクール第1位（1989年）
- ジュネーヴ国際音楽コンクール第1位（1992年）

## 活動
1989年から1992年までバーゼル放送交響楽団首席奏者を務めた。1991年10月にミュンヘン・フィルハーモニー管弦楽団の入団試験を受けて合格し、1992年12月から首席奏者として演奏する契約であったが、1992年10月にベルリン・フィルハーモニー管弦楽団の入団試験を受けて合格したため、ミュンヘン・フィルでは一度も演奏していない。ベルリン・フィルでは1993年9月から首席奏者として演奏を開始した。2000年、抱える仕事の多さからオーケストラに休暇願を出そうとしたが認められなかったため、6月に一時退団したが、2002年4月に復帰した。

## 録音
1996年よりEMIと契約して録音活動を開始した。ヴィヴァルディの協奏曲集、テレマンの協奏曲や、モーツァルトの協奏曲と四重奏曲、プーランク、ミヨー、ジョリヴェ、メシアン、デュティユー、サンカンらのフランス近代の作品、プロコフィエフのソナタ、ハチャトゥリアンの協奏曲、イベールの協奏曲などを発表してきた。